# Trần Anh Tuấn
Trần Anh Tuấn – wietnamski zapaśnik walczący w stylu wolnym.
Zajął siódme miejsce na igrzyskach azjatyckich w 1998. Triumfator igrzysk Azji Południowo-Wschodniej w 1997. Mistrz Azji Południowo-Wschodniej w 1997; drugi w 1999. Drugi w Pucharze Azji i Oceanii w 1997 i 1998 roku.